# 上和田町 (高崎市)
上和田町（かみわだまち）は、群馬県高崎市の地名。郵便番号は370-0806。面積は0.07km2(2012年現在)

## 地理
市の中央部、市街地北西部に位置しており、住宅地である。

## 歴史
明治39年に旧赤坂字上和田から独立した。

### 年表
- 1906年（明治39年） 旧赤坂字上和田から独立し、高崎市の町となる。

### 地名の由来
中世和田氏がいたので「和田」と称していたが、当町はその和田の上だったことに由来する。

## 世帯数と人口
2017年（平成29年）12月31日現在の世帯数と人口は以下の通りである。
| 町丁     | 世帯数  | 人口  |
| -------- | ------- | ----- |
| 上和田町 | 217世帯 | 502人 |

## 小・中学校の学区
市立小・中学校に通う場合、学区は以下の通りとなる。
| 番地 | 小学校             | 中学校             |
| ---- | ------------------ | ------------------ |
| 全域 | 高崎市立中央小学校 | 高崎市立第一中学校 |

## 交通

### 鉄道
同町に鉄道駅はない。

### 道路
国道、県道は通っていない。

## 施設
- 高崎市立第一中学校